# Allen Covert
Allen Jerome Covert (West Palm Beach, Florida, 13 oktober 1964) is een Amerikaans acteur, schrijver, filmproducent en komiek die vooral bekend is door zijn samenwerkingen met Adam Sandler.

## Privéleven
Covert is getrouwd met Kathryn Covert en ze hebben 3 kinderen.

## Filmografie
- Going Overboard (1989)
- Airheads (1994) – Politieagent
- Heavy Weights (1995) – Kenny de cameraman
- Happy Gilmore (1996) – Otto
- Bulletproof (1996) – Detective Jones
- The Wedding Singer (1998) – Sammy
- The Waterboy (1998) – Walter
- Never Been Kissed (1999) – Roger in Op/Ed
- Late Last Night (1999) – Coked Guy (as Alan Coert)
- Freaks and Geeks (1999) – Greasy Liquor Store Clerk
- Deuce Bigalow: Male Gigolo (1999) – Vic
- Big Daddy (1999) – Phil D'Amato
- Little Nicky (2000) – Todd
- Undeclared (2001) – Zichzelf
- Mr. Deeds (2002) – Marty
- Eight Crazy Nights (2002) – Oude dame, Buschauffeur & de vrouw v.d. Burgemeester (stem)
- Anger Management (2003) – Andrew
- The King of Queens (2004, 2007) – Towel Guy, Matthew Klein
- 50 First Dates (2004) – Ten-Second Tom
- The Longest Yard (2005) – Referee
- Grandma's Boy (2006) – Alex
- I Now Pronounce You Chuck and Larry (2007) – Steve
- Strange Wilderness (2008) – Fred
- The House Bunny (2008) – Ober
- Bedtime Stories (2008) – Ferrari Guy
- Paul Blart Mall Cop (2009) – Jerky Security Guy
- Just Go With It (2011) – Soul Patch